# 韩金光
韩金光（1972年5月—），汉族，海南文昌人，中国民主建国会会员。中华人民共和国政治人物、第十三届全国人民代表大会海南地区代表。

## 生平
2018年2月24日，当选为第十三届全国人大代表。